# Trachelas planus
Espèce
Trachelas planus est une espèce d'araignées aranéomorphes de la famille des Trachelidae.

## Distribution
Cette espèce est endémique du Costa Rica. Elle se rencontre vers le Turrialba.

## Description
Le mâle holotype mesure 7,09 mm et les femelles de 7,20 à 7,45 mm.

## Publication originale
- Platnick & Shadab, 1974 : A revision of the bispinosus and bicolor groups of the spider genus Trachelas (Araneae, Clubionidae) in North and Central America and the West Indies. American Museum Novitates, no 2560, p. 1-34 (texte intégral).